# Biston bengaliaria
Biston bengaliaria är en fjärilsart som beskrevs av Achille Guenée 1858. Biston bengaliaria ingår i släktet Biston och familjen mätare, Geometridae. Inga underarter finns listade i Catalogue of Life.